# ماتئو مانکوسو
ماتئو مانکوسو (انگلیسی: Matteo Mancosu؛ زادهٔ ۲۲ دسامبر ۱۹۸۴) بازیکن فوتبال اهل ایتالیا است.
از باشگاه‌هایی که در آن بازی کرده‌است می‌توان به باشگاه فوتبال کارپی، باشگاه فوتبال تراپانی، باشگاه فوتبال بولونیا، باشگاه فوتبال لاتینا، و باشگاه فوتبال مونترال اشاره کرد.